# 덕성선
덕성선(德城線)은 평라선과 접속되는 북청군의 신북청역, 북청군 중심지에 있는 북청역, 덕성군의 상리역을 연결하는 철도이다. 옛이름은 북청선(北靑線)이다.

## 노선 정보
- 구간과 거리 : 신북청역―상리역(거리는 대략 50~60km)
- 역 수 : 12개(양단역 포함)
- 궤도 간격 : 1435mm(표준궤)
- 전철화 구간 : 없음
- 복선 구간 : 없음

## 역사
- 1928년 10월 : 북청읍과 함경선의 연결을 위해 북청선 착공
- 1929년 9월 20일 : 신북청역-량가역-북청역간 3개역 개통(9.4km)
- 1940년대~해방직전 : 현 상리역의 철광산까지 연결공사 착수, 일제의 패망으로 중단
- 1980년 : 덕성철산까지 연장 개통

## 역 목록
- 신북청역(新北靑驛)
- 량가역(良家驛)
- 북청역(北靑驛)
- 라하대역(羅荷坮驛)
- 덕성역(德城驛)
- 주의동역(主義洞驛)
- 양승역(陽勝驛)
- 도평역(島坪驛)
- 삼기역(三岐驛)
- 송중역(松中驛)
- 상일역(上一驛)
- 상리역(上里驛)